# دیگر هیچ‌وقت با هم نخواهیم بود
«دیگر هیچ‌وقت با هم نخواهیم بود» (به انگلیسی: We Are Never Ever Getting Back Together) ترانه‌ای از تیلور سویفت خواننده و ترانه‌سرای آمریکایی است. این ترانه به عنوان ترانهٔ اصلی آلبوم سرخ محسوب می‌شود که همراه با آلبوم به عنوان هشتمین ترانه عرضه شد.
متن این ترانه به داستان عاشقانه‌ای اشاره دارد که دوستان قدیمی دوباره خواهان به‌هم پیوستن هستند اما این روابط از نگاه سویفت تمام‌شده‌است. رولینگ استونز این ترانه را دومین ترانهٔ برتر سال ۲۰۱۲ اعلام کرد و همچنین این ترانه نامزد جایزه گرمی سال برای بهترین ترانهٔ سال شد.
«دیگر هیچ‌وقت با هم نخواهیم بود» یک موفقیت تجاری بود. این اولین ترانهٔ حرفه‌ای سویفت بود که به اوج جدول در بیلبورد هات ۱۰۰ رفته و رتبهٔ اول را کسب کند و همچنین اولین ترانهٔ او که به مدت بیش از یک هفته در صدر باقی‌ماند. موزیک ویدئو این ترانه در ماه اوت ۲۰۱۲ منتشر شد. این اولین موزیک ویدئو او در وضوح ۴کی بود و بررسی‌های مثبتی از منتقدان دریافت کرد. یک تک‌سی‌دی نیز از این ترانه در سپتامبر ۲۰۱۲ توسط فروشگاه رسمی سویفت، آمازون.کام و فروشگاه وال‌مارت ایالات متحده منتشر شد.

## جایگاه در جدول
| جدول (۲۰۱۲)                                              | رتبه |
| -------------------------------------------------------- | ---- |
| استرالیا (ای‌آرآی‌ای)                                      | ۳    |
| اتریش (او۳ تاپ ۴۰ اتریش)                                 | ۳۲   |
| بلژیک (اولتراتاپ ۵۰ فلاندرز)                             | ۲۶   |
| بلژیک (اولتراتیپ والونی)                                 | ۹    |
| برزیل                                                    | ۱    |
| کانادا (۱۰۰ تک‌آهنگ داغ کانادا)                           | ۱    |
| جمهوری چک (رادیو – تاپ ۱۰۰)                              | ۲۶   |
| دانمارک (ترک‌لیسن)                                        | ۱۸   |
| فنلاند (جدول‌های رسمی فنلاند)                             | ۱۸   |
| فرانسه (اس‌ان‌ئی‌پی)                                        | ۵۳   |
| وارد کردن فیلد شناسه ترانه برای جدول‌های آلمان الزامی است | ۲۱   |
| هندوراس                                                  | ۲۱   |
| مجارستان (رادیوس تاپ ۴۰)                                 | ۱۶   |
| ایرلند (ایرما)                                           | ۴    |
| ۷                                                        |      |
| ژاپن (بیلبورد (مجله) Japan Hot 100)                      | ۲    |
| هلند                                                     | ۱۶   |
| نیوزیلند (ریکوردد میوزیک ان‌زد)                           | ۱    |
| نروژ (وی‌جی-لیستا)                                        | ۶    |
| اسلواکی (رادیو – ۱۰۰ آهنگ برتر)                          | ۴۱   |
| آفریقای جنوبی                                            | ۱    |
| اسپانیا (پروموزیک)                                       | ۹    |
| سوئد (فهرست برترین‌های سوئد)                              | ۱۶   |
| سوئیس (شوایزر هیت‌پاراد)                                  | ۲۱   |
| تک‌آهنگ‌های بریتانیا (اوسی‌سی)                              | ۴    |
| بیلبورد هات ۱۰۰ ایالات متحده                             | ۱    |
| ۴۰ آهنگ برتر جریان اصلی ایالات متحده (بیلبورد)           | ۲    |
| ۴۰ تک‌آهنگ برتر بزرگسالان ایالات متحده (بیلبورد)          | ۷    |
| ونزوئلا                                                  | ۶    |

| کشور     | گواهینامه |
| -------- | --------- |
| استرالیا | ۳× پلاتین |
| کانادا   | پلاتین    |
| دانمارک  | پلاتین    |
| نیوزیلند | پلاتین    |
| بریتانیا | نقره      |
| آمریکا   | ۳× پلاتین |

| جدول (۲۰۱۲)                     | رتبه |
| ------------------------------- | ---- |
| ایالات متحده                    | ۳۳   |
| ایالات متحده (بهترین‌های کانتری) | ۸۶   |